# 黒松内駅
黒松内駅（くろまつないえき）は、北海道寿都郡黒松内町字黒松内にある北海道旅客鉄道（JR北海道）函館本線の駅である。駅番号はS30。電報略号はマツ。事務管コードは▲140132。かつては特急「北海」、急行「ニセコ」などが停車し、寿都鉄道の分岐駅でもあった。現在でも季節運行の臨時特急「ニセコ」が停車する。

## 歴史

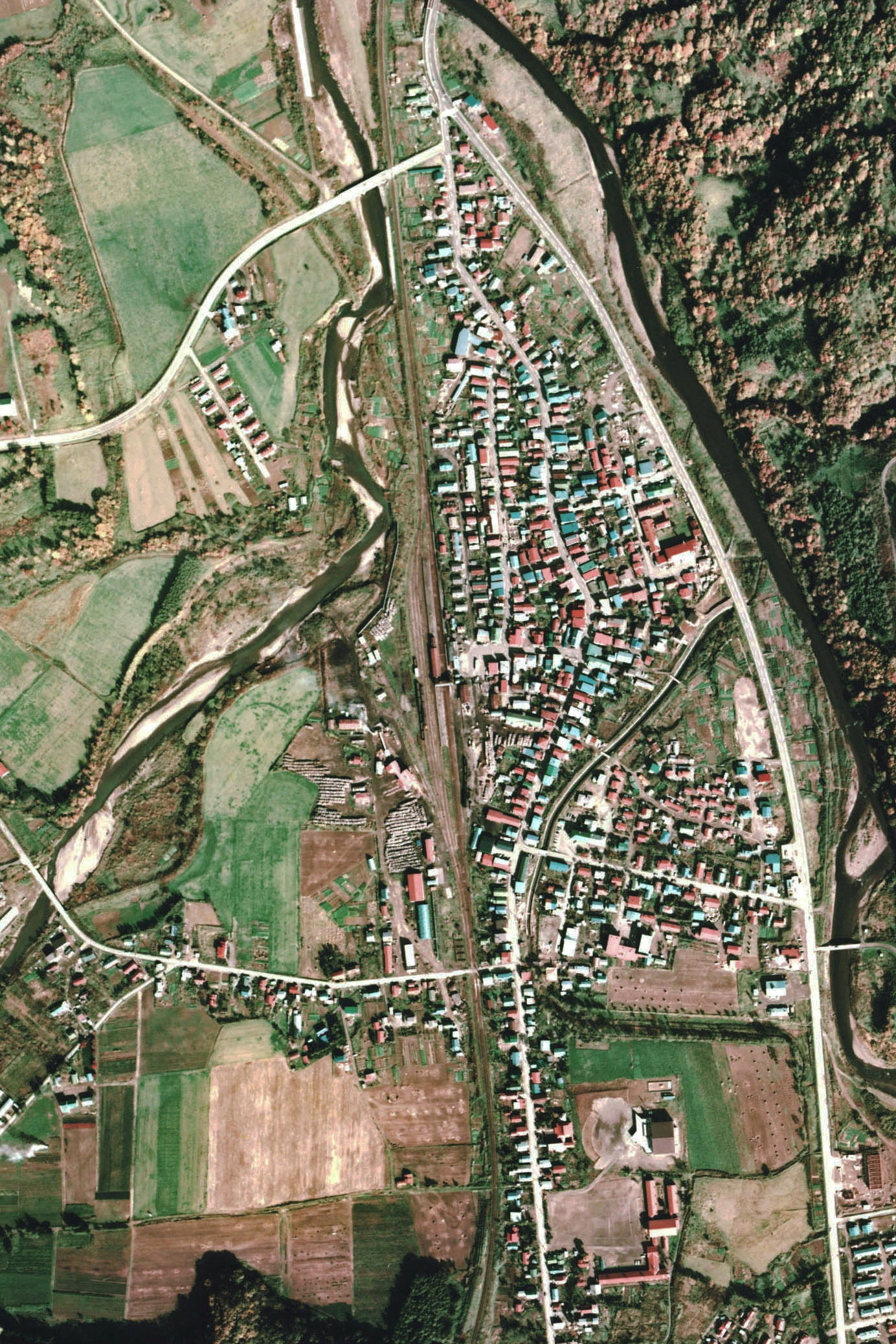
1976年の黒松内駅と周囲約1km×1.5km範囲。下が長万部方面。上が小樽方面。かつては寿都鉄道が接続していて、当駅構内上端から左上へ向かっていた軌道跡が確認できる。また、駅裏数本の副本線の外側にすっかり緑に覆われた島式ホームの跡が残っているが、このホームの駅舎側が寿都鉄道の発着線であり、跨線橋はこのホームまで伸びていた。その裏手に転車台の跡が半円状に見えるが、これは黒松内-倶知安間の補機用蒸気機関車運用のため使用されていたもので、以前はそのさらに外側に小規模の扇形機関庫を擁していた。

- 1903年（明治36年）11月3日：北海道鉄道 森駅 - 熱郛駅間の開通に伴い、同線の駅として開業[6]。一般駅[1]。機関庫設置。
- 1907年（明治40年）7月1日：北海道鉄道の国有化に伴い、国有鉄道に移管[1]。
- 1909年（明治42年）10月12日：国有鉄道線路名称制定に伴い、函館本線の駅となる。
- 1913年（大正2年）6月2日：黒松内機関庫設置（北海道鉄道管理局の事務上制定）。
- 1920年（大正9年）10月24日：寿都鉄道 当駅 - 寿都駅間開通。
- 1932年（昭和7年）6月15日：黒松内機関庫が長万部機関庫黒松内分庫となる[7]。
- 1949年（昭和24年）6月1日：日本国有鉄道法施行に伴い、日本国有鉄道（国鉄）に継承。
- 1968年（昭和43年）8月14日：寿都鉄道線休止。
- 1972年（昭和47年）5月11日：寿都鉄道線廃止許可。
- 1980年（昭和55年）1月25日：駅舎改築[8]。
- 1982年（昭和57年）3月1日：貨物扱い廃止[1][9]。
- 1985年（昭和60年）3月14日：荷物扱い廃止[1]。
- 1987年（昭和62年）4月1日：国鉄分割民営化に伴い、北海道旅客鉄道（JR北海道）の駅となる[1]。
- 2002年（平成14年）4月1日：黒松内駅長が廃止され、長万部駅長管理となる（駅員は長万部駅黒松内在勤として継続配置）。
- 2007年（平成19年）
  - 4月1日：無人化[10]。
  - 10月1日：駅ナンバリングを実施[11]。

### 駅名の由来
町名より。アイヌ語の「クㇽマッナイ（kurmat-nay）」（和人の女性の・沢）に由来する。

## 駅構造
単式・島式ホーム混合の2面3線であったが、旭川方に向かって最も左手に位置する旧3番線は使用されておらず、相対式ホーム2面2線の運用である。ホーム間は跨線橋で連絡している。
駅舎は旭川方に向かって右手の1番線（上り本線）に面して設けられている。長万部駅管理の無人駅。

### のりば
| 番線 | 路線      | 方向 | 行先             |
| ---- | --------- | ---- | ---------------- |
| 1    | ■函館本線 | 上り | 長万部方面       |
| 2    | ■函館本線 | 下り | 倶知安・小樽方面 |

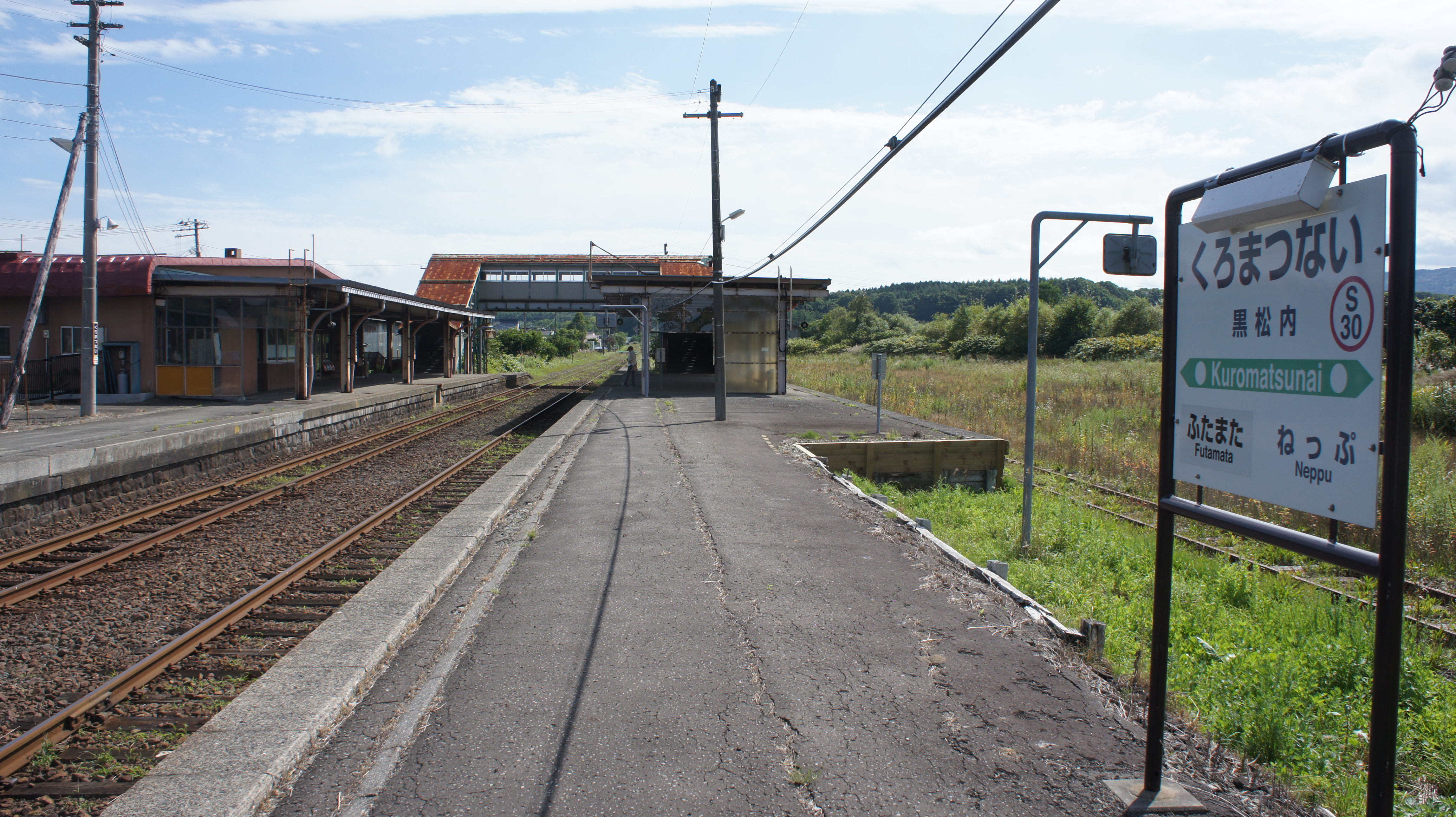
ホーム（2017年9月）
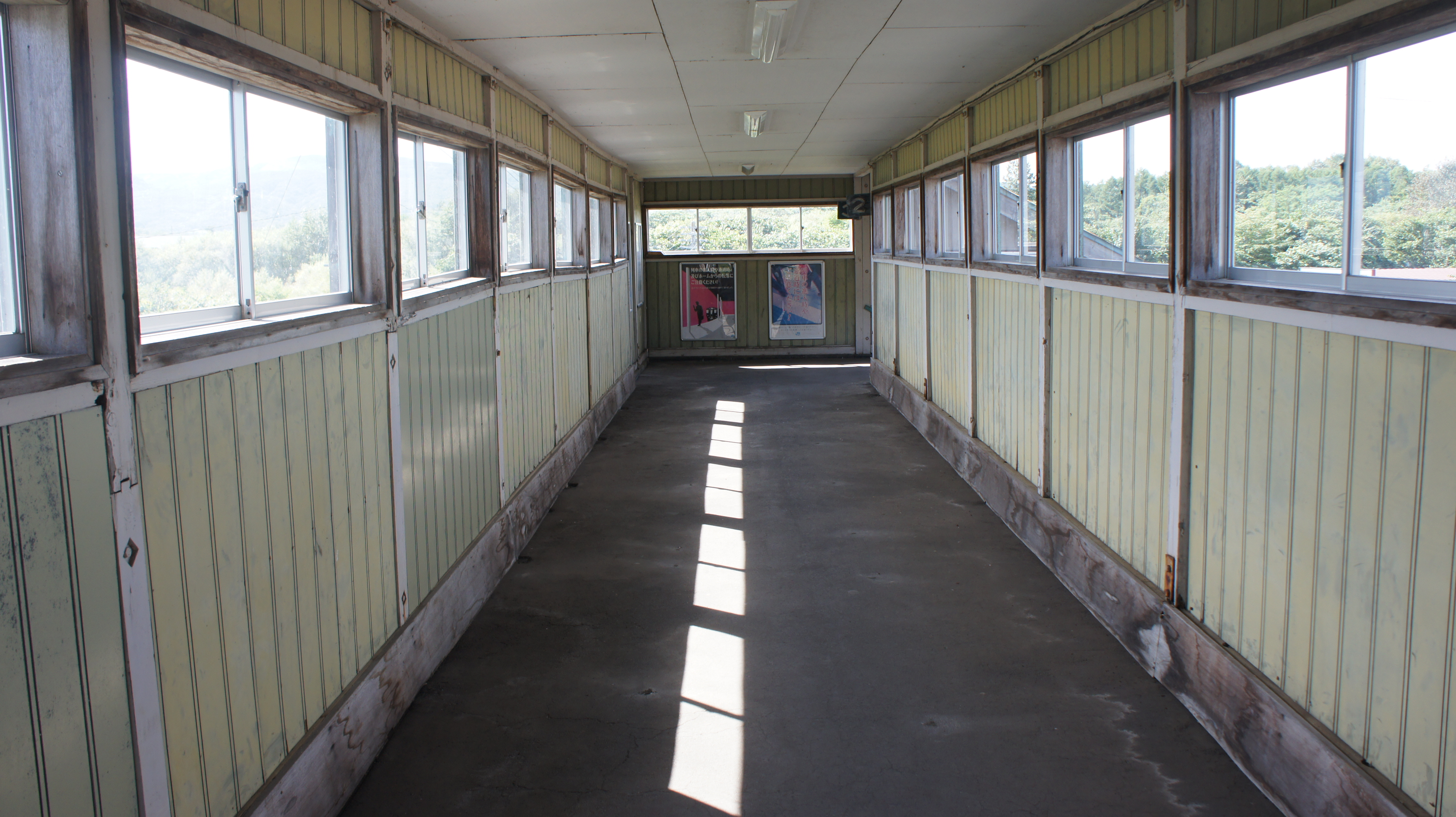
跨線橋（2017年9月）

## 利用状況
乗車人員の推移は以下の通り。年間の値のみ判明している年度は日数割で算出した参考値を括弧書きで示す。出典が「乗降人員」となっているものについては1/2とした値を括弧書きで乗車人員の欄に示し、備考欄で元の値を示す。
また、「JR調査」については、当該の年度を最終年とする過去5年間の各調査日における平均である。
| 年度               | 乗車人員（人） | 乗車人員（人） | 乗車人員（人） | 出典   | 備考 |
| 年度               | 年間           | 1日平均        | JR調査         | 出典   | 備考 |
| ------------------ | -------------- | -------------- | -------------- | ------ | ---- |
| 1978年（昭和53年） |                | 222.0          |                | [ 12 ] |      |
| 2015年（平成27年） |                |                | 「10名以下」   | [ 13 ] |      |
| 2017年（平成29年） |                |                | 51.4           | [ 14 ] |      |
| 2018年（平成30年） |                |                | 45.0           | [ 15 ] |      |

## 駅周辺
- 黒松内町役場
- 寿都警察署黒松内駐在所
- 黒松内郵便局
- 北海道信用金庫黒松内支店
- ようてい農業協同組合（JAようてい）黒松内支所
- 黒松内温泉
- ニセコバス「黒松内駅」停留所[16]

## 隣の駅
北海道旅客鉄道（JR北海道）
■函館本線
二股駅 (S32) - *蕨岱駅 (S31) - 黒松内駅 (S30) - 熱郛駅 (S29)
*打消線は廃駅

### かつて存在した路線
寿都鉄道
黒松内駅 - 中の川駅